# Base Aérea de Kant
A Base Aérea de Kant (em russo:  Авиабаза Кант, transl. Aviabaza Kant) é uma base aérea militar no distrito de Ysyk-Ata, na região de Chüy, no Quirguistão. Ele está localizado ao sul de Kant, cerca de 20km a leste de Bishkek e abriga a 999ª Base Aérea das Forças Aeroespaciais Russas.

## História
A história do aeródromo de Kant remonta a 1941, quando a Escola de Pilotos da Aviação Militar de Odessa foi evacuada para o Quirguistão. A Escola foi formada por despacho do Comissário do Povo de Defesa da URSS de 23 de fevereiro de 1941. Após a Operação Barbarossa, a invasão alemã da União Soviética iniciada em 22 de junho de 1941, a escola interrompeu as sessões de treinamento, e seus cadetes começaram a realizar missões de combate em aeronaves Polikarpov I-15 para cobrir Odessa de ataques aéreos da Luftwaffe alemã nazista. Em julho de 1941, a escola de aviação mudou-se para Stalingrado, e depois para os subúrbios da cidade de Frunze, onde os pilotos militares foram treinados para o front. Durante os anos de guerra, 1.507 pilotos foram treinados na escola de aviação, 7 dos quais receberam o título de Herói da União Soviética.
Posteriormente, em 1947, a escola no Quirguistão foi renomeada como Escola de Aviação Militar Frunze para Pilotos da Força Aérea da URSS. Um regimento de treinamento de aviação foi formado em 1951 ou 1952. A partir de 1956, a escola também treinou pilotos estrangeiros. Entre os seus graduados estavam o ex-presidente egípcio Hosni Mubarak e o falecido presidente sírio Hafez al-Assad, bem como o marechal-chefe da Força Aérea da Índia, Dilbagh Singh, e o piloto-brigadeiro do Iêmen do Sul, Shakib Khobani.

Em 1959, o regimento foi transferido para o renomeado 5º Curso Central de Preparação e Aperfeiçoamento de Pessoal de Aviação. Em 1992, após a dissolução da União Soviética, o controle da base aérea foi transferido para o Quirguistão.

## Atual base russa

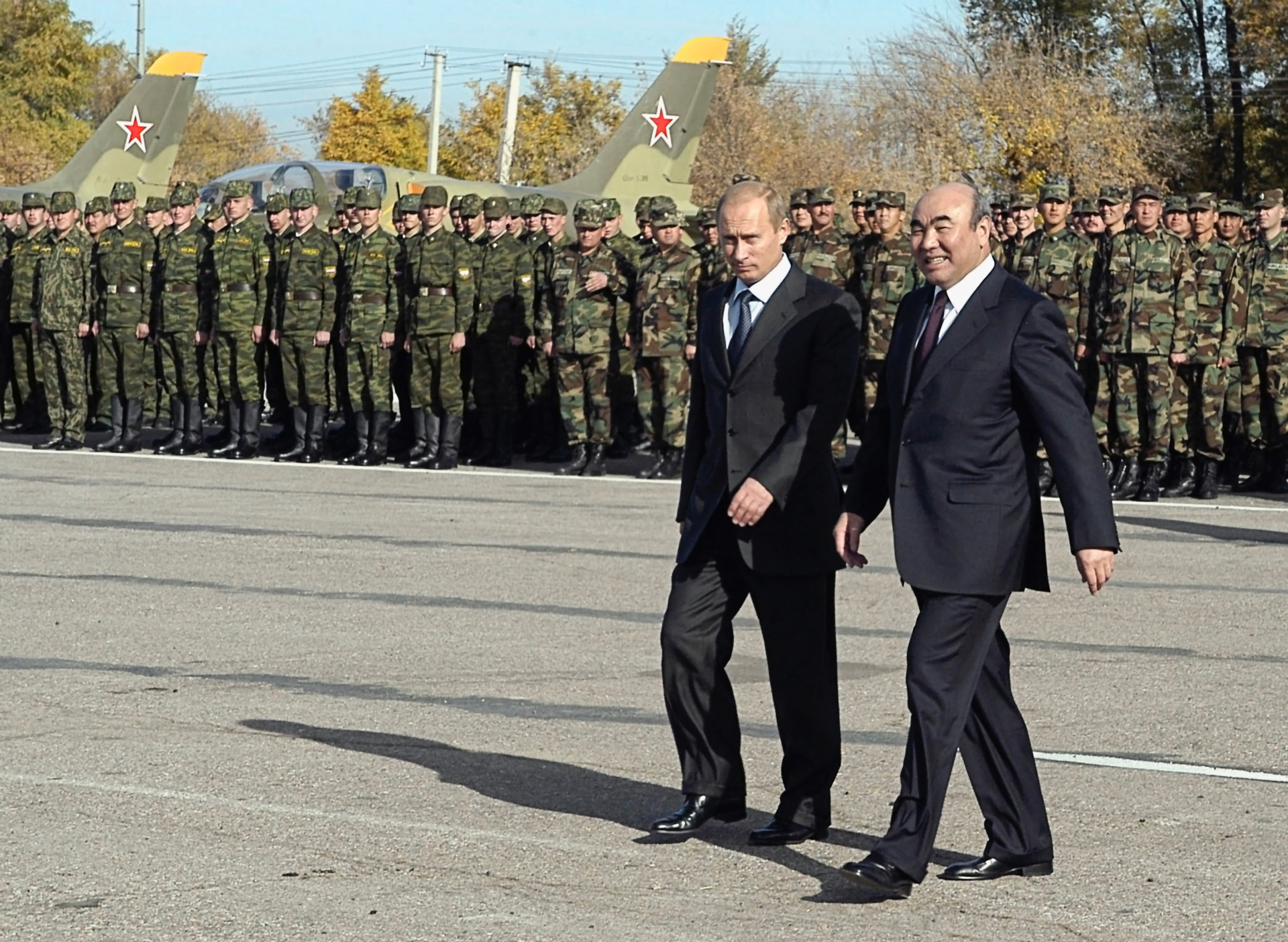
O presidente russo Vladimir Putin e o ex-presidente Askar Akayev na Base Aérea de Kant.

De acordo com um acordo bilateral entre a Rússia e o Quirguistão assinado em 22 de setembro de 2003, a base aérea acolhe unidades das Forças Aeroespaciais Russas. A inauguração oficial ocorreu em 23 de outubro de 2003, tornando a instalação a primeira nova base aérea que a Rússia abriu no exterior desde 1991. A unidade estacionada lá foi descrita como a 999ª Base Aérea do Exército da 5ª Força Aérea e das Forças de Defesa Aérea das Forças Aeroespaciais Russas.
Em dezembro de 2012, o Quirguistão concordou em arrendar a base à Rússia por quinze anos (com uma opção de prorrogação automática por mais cinco anos) depois do governo russo ter concordado em reduzir a dívida do Quirguistão em 500 milhões de dólares.
Em fevereiro de 2023, as forças russas na base aérea estavam equipadas com aeronaves de apoio terrestre Sukhoi Su-25SM, helicópteros Mil Mi-8MTV5-1, VANTs Orlan-10, bem como uma unidade da polícia militar e da polícia militar de trânsito.